# Đại học Phục Đán
Đại học Phục Đán là một đại học công lập tại Thượng Hải, Trung Quốc. Thành lập năm 1905 không lâu trước khi nhà Thanh sụp đổ, đại học Phục Đán là một trong những đại học hiện đại đầu tiên của Trung Quốc, cho đến nay đây vẫn là một trong những đại học hàng đầu tại đất nước này.

## Lịch sử
Năm 1905, nhà giáo dục và học giả nổi tiếng Mã Tương Bá (馬相伯) vận động thành lập một cơ sở giáo dục bậc đại học ở Thượng Hải lấy tên Trường công học Phục Đán (復旦公學) trong đó hai chữ Phúc Đán (復旦) được lấy từ bài thơ tứ ngôn Khanh vân ca ca ngợi vua Thuấn thuộc tập Thượng thư đại truyện (尚书大传), cụ thể là câu Nhật nguyệt quang hoa, đán phúc đán hề (日月光华，旦复旦兮) hay Nhật nguyệt chiếu rọi, ngày ngày huy hoàng. Ngày nay phúc đán còn có diễn ý là sự phục hưng của Trung Quốc quay trở lại ngày huy hoàng như thời Nghiêu Thuấn. Câu khẩu hiệu của trường: Bác học nhi đốc chí, thiết vấn nhi cận tư (博学而笃志，切问而近思) được lấy từ Luận ngữ (phần Tử trương) với nghĩa Sự học phải dùng hết ý chí, việc suy nghĩ hỏi han phải đi đến cùng.
Năm 1911 trong thời gian Cách mạng Tân Hợi trường phải đóng cửa một thời gian để làm trụ sở cho quân đội. Năm 1917 Phục Đán trở thành đại học tư với cái tên mới Đại học dân lập Phục Đán (私立復旦大學). Sau khi Chiến tranh Trung-Nhật nổ ra năm 1937, đại học Phục Đán sơ tán vào nội địa và lập cơ sở tạm thời tại Bắc Bội, Trùng Khánh. Ngày 25 tháng 12 năm 1941, chính phủ Trung Hoa Dân Quốc quyết định chuyển Phục Đán trở lại thành đại học công lập với tên Đại học quốc lập Phục Đán (國立復旦大學). Năm 1946 sau khi Chiến tranh thế giới thứ hai kết thúc, đại học quay trở lại cơ sở gốc ở Thượng Hải. Sau khi Cộng hòa Nhân dân Trung Hoa thành lập năm 1949, tên trường được rút ngắn thành Đại học Phục Đán. Ngày 27 tháng 4 năm 2000, Đại học Y Thượng Hải được sáp nhập vào Đại học Phục Đán.

## Cơ sở đào tạo

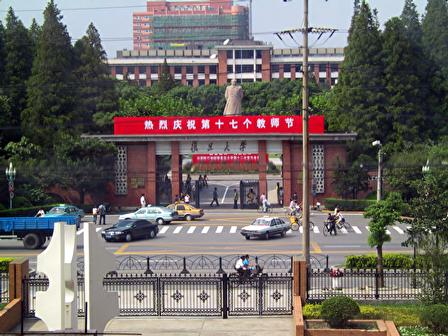
Đại học Phục Đán

Đại học Phục Đán tính đến năm 2008 có 17 trường thành viên với 69 khoa, 73 chương trình đào tạo cử nhân, 201 chương trình đào tạo thạc sĩ và 134 chương trình đào tạo tiến sĩ. Tổng cộng Phục Đán có 45.000 sinh viên chưa kể 1.760 sinh viên người nước ngoài. Về mặt nghiên cứu trường có 77 viện nghiên cứu với 5 phòng thí nghiệm trọng điểm của Trung Quốc.
Tổng số giảng viên và nghiên cứu viên chính thức của đại học Phục Đán là 2.400 người trong đó có 1.350 giáo sư, phó giáo sư, 30 trong số đó là viện sĩ Viện Hàn lâm Khoa học Trung Quốc và Viện Hàn lâm Kỹ thuật Trung Quốc. Sau khi sáp nhập Đại học Y Thượng Hải, Đại học Phục Đán có 8 bệnh viện kiêm cơ sở giảng dạy với đội ngũ 900 nhân viên.

## Cựu sinh viên
- Lý Lam Thanh, phó thủ tướng Trung Quốc
- Đường Gia Triền, bộ trưởng Bộ Ngoại giao Trung Quốc[4]